# Peter Essers
Petrus Hubertus Johannes (Peter) Essers (Margraten, 10 maart 1957) is een Nederlandse fiscaal econoom en een politicus namens het CDA. Ook is hij voorzitter van Wetenschappelijk Instituut voor het CDA.
Essers is hoogleraar belastingrecht aan de universiteit van Tilburg. Ook is hij redacteur bij een aantal tijdschriften gericht op het gebied van de belastingen.
Bij de Eerste Kamerverkiezingen van 2003 werd Essers gekozen als lid van de Eerste Kamer. In 2007 en 2011 (met voorkeurstemmen) werd hij herkozen. Bij de Eerste Kamerverkiezingen van 2015 was Essers geen kandidaat. Van 2019 tot en met 2023 was hij wederom lid van de Eerste Kamer.
- Bibsys: 99032388
- Bibliothèque nationale de France: cb137603403 (data)
- Catàleg d'autoritats de noms i títols de Catalunya: 981060722272306706
- CiNii: DA1295054X
- Gemeinsame Normdatei: 124146287
- International Standard Name Identifier: 0000 0001 1085 6484
- Library of Congress Control Number: n90719488
- NARCIS: PRS1237478
- Nationale Bibliotheek van Israël: 987007459803805171
- Nederlandse Thesaurus van Auteursnamen: 074662406
- Parlement.com: vgee2zhzzoe9
- Réseau des bibliothèques de Suisse occidentale: 02-A025128795
- Système universitaire de documentation: 077758692
- Virtual International Authority File: 117223656
- WorldCat: E39PBJwdc9C6pjRxBvgdxvCCwC